# Parafia Świętej Trójcy w Święcianach
Parafia Świętej Trójcy – parafia prawosławna w Święcianach, w dekanacie wisagińskim eparchii wileńskiej i litewskiej Rosyjskiego Kościoła Prawosławnego.
Parafia została erygowana w 1842 r. Istniejącą obecnie cerkiew parafialną wzniesiono w 1898 r. z funduszy rządowych Imperium Rosyjskiego i ofiar wiernych. W 1928 r. (w okresie przynależności parafii do Polskiego Autokefalicznego Kościoła Prawosławnego) cerkiew została gruntownie wyremontowana.
W 1946 r. parafia liczyła 158 osób. W następnym roku została oficjalnie zarejestrowana przez władze Litewskiej SRR. W późniejszym okresie, kiedy liczba wiernych spadła do 85, władze komunistyczne rozważały likwidację parafii; plany te jednak ostatecznie zarzucono.